# Theoz
Theodor Haraldsson, conocido como Theoz (nacido el 17 de julio de 2005) es un cantante y actor sueco. Comenzó su carrera publicando videos en Musical.ly en 2016. En el 2020, tuvo un papel protagónico en la película Rymdresan. En el 2021 interpretó su música en Lotta på Liseberg, que se emite en la cadena de televisión sueca TV4. Theoz participó en el Melodifestivalen 2022 con la canción "Som du vill" con la cual llegó a la final tras pasar por la segunda semifinal, no ganó, sino que quedó en la séptima posición. Canta mayormente en sueco, pero también tiene canciones en inglés. También es participante del Melodifestivalen 2023 estando clasificado para la semifinal.

## Discografía
| Título                 | Año  | Posiciones pico en SWE | Álbum      |
| ---------------------- | ---- | ---------------------- | ---------- |
| Lately                 | 2018 |                        |            |
| Het                    | 2018 | 53                     | Min Theory |
| Best Girl In The World | 2018 |                        |            |
| Why Why Why            | 2018 |                        |            |
| Theori                 | 2019 |                        | Min Theory |
| Allt Kommer Ordna Sig  | 2019 |                        | Min Theory |
| Atmosfär               | 2019 |                        | Min Theory |
| Helt Ärligt Talat      | 2019 |                        | Min Theory |
| Årets julklapp         | 2019 |                        |            |
| Party Animal           | 2020 |                        |            |
| More / Mer             | 2020 |                        |            |
| Hooked On a Feeling    | 2021 |                        |            |
| Som Du Vill            | 2022 | 7                      | Paradis    |
| Painkiller             | 2022 |                        | Paradis    |
| Det Kommer Bli Bra     | 2022 |                        | Paradis    |
| Shady                  | 2022 |                        | Paradis    |
| Det Kommer Bli Bra     | 2022 |                        | Paradis    |

## Carrera profesional
En agosto de 2016, Theodor, que entonces tenía once años, comenzó a publicar videos en la plataforma Musical.ly, ahora llamada TikTok. Tomó el nombre de "Theoz" y publicó clips donde bailaba e imitaba. En poco tiempo ganó 50.000 seguidores y luego recibió una corona, un premio otorgado a los "Musers" prominente, lo que lo llevó a ganar rápidamente otros 100.000 seguidores. Un año después de que Theoz comenzara Musical.ly, alcanzó el millón de seguidores y unos meses más tarde había alcanzado los 1,9 millones de seguidores.
En octubre de 2017 apareció en el canal de YouTube del artista Viktor Frisk y luego en el de Samir Badrans, donde enseñó al dúo "shuffle". Este fue el comienzo de que Theoz se convirtiera más tarde en un número importante en la canción "Shuffle" de Samir y Viktor Melodifestivalen. Paralelamente, Theoz se abrió cuentas tanto en Instagram como en Youtube y durante la gala Guldtuben 2018 fue nominado como "Perfil del Año" y "Musical del Año". Después de ayudar a la compañía de música Warner con la promoción de varios de sus artistas, se le pidió al propio Theoz que hiciera música. En la primavera de 2018, se lanzó el primer sencillo de Theoz, Lately (Que en inglés significa "últimamente"), al que siguió la canción Het (Que en sueco significa "caliente"), que se convirtió en la segunda más reproducida en Youtube en Suecia este año.
En el verano de 2019, Theoz lanzó su primer EP y en noviembre se anunció que Theoz era uno de los artistas en el set de 2020 de la gira Diggiloo. En 2020, se pudo ver a Theoz en la película "Rymdresan" con, entre otros, Robert Gustafsson. La trama se basa en un libro del astronauta Christer Fuglesang, quien también aparece como extra en la película. En el 2021 interpretó su música en Lotta på Liseberg.
Participó en el Melodifestivalen 2022 con la canción"Som du vill". A través de la primera ronda, se clasificó para las semifinales y luego para la final donde la canción terminó en el séptimo lugar de doce finalistas.